# Inge Lirka
Inge Lirka (geboren um 1923 als Inge Walther; gestorben am 23. August 2018) war eine deutsche Handballspielerin.

## Vereinskarriere
Unter ihrem Geburtsnamen Inge Walther war sie in ihrer Jugend in den Sportarten Basketball, Handball und Leichtathletik aktiv. Im Feldhandball und später im Hallen-Handball spielte sie zunächst beim VfV Spandau, später beim Berliner SV 92.

## Nationalmannschaft
Sie bestritt 20 Länderspiele für die deutsche Nationalmannschaft, davon je zehn auf dem Feld und in der Halle, in denen sie 26 Tore warf.
Sie stand im Aufgebot bei der Feldhandball-Weltmeisterschaft 1956, bei der das Team des Deutschen Handballbundes den zweiten Platz belegte. Auch bei der auf dem Kleinfeld nach den Regeln des Hallenhandballs ausgetragenen Weltmeisterschaft 1957 war sie dabei; in fünf Spielen eingesetzt, warf sie ein Tor.